# Eragon
 Ovo je glavno značenje pojma Eragon. Za istoimeni film pogledajte Eragon (2006).
Eragon je roman iz 2003. godine koji je napisao mladi Christopher Paolini, a na hrvatski jezik prevela Neđeljka Batinović. Ujedno je i prva knjiga tetralogije Nasljeđe. Radnja je smještena u izmišljeni svijet Alagaësiju.
Knjiga govori o mladom dečku sa sela, Eragonu, i njegovom zmaju Safiri. Nakon što se Safira izlegla na početku knjige, kralj Galbatoriks šalje svoje sluge (Ra'zake, Urgale i sjenu Durzu) za Eragonom i Safirom kako bi ih uhvatio ili ubio.
Eragon i Safira ostavljaju svoj dom Karvahal te odlaze na putovanje puno mačevanja, magije, prijateljstava, izdaja i smrti.
Eragon je treća najprodavanija knjiga s tvrdim uvezom 2003. godine, i druga najprodavanija knjiga s mekim uvezom 2005. godine. New York Times ga je uvrstio na svoju bestseller listu gdje je ostao punih 121 tjedan.
Druga knjiga u tetralogiji, Prvorođeni, izašla je 23. kolovoza 2005. godine. Treća knjiga, nazvana Brisingr, izašla je 20. rujna 2008., a četvrta i posljednja, Naslijeđe, izašla je 8. studenog 2011.
Eragon je također adaptiran u istoimeni film koji je izašao 15. prosinca 2006. godine. Film nije izazvao velika oduševljenja publike niti kritičara.

## Sadržaj
Eragon je siromašni seljak koji živi sasvim normalnim životom dok jednog jutra ne ode u lov. Tamo nađe prekrasan plavi kamen za kojeg ni ne sluti da je jaje. Pokušava ga prodati, ali ne uspijeva te postaje svjedokom "čuda": mladi zmaj unutar jajeta bira njega za svog jahača. Dolazi do Broma - starog pripovjedača u selu, te ga moli da mu ispriča što zna o Jahačima Zmajeva. S novim informacijama naziva svog zmaja, ili bolje rečeno zmajicu, Safira. Eragon se brine o Safiri u tajnosti, sve dok Galbatoriksovi sluge, Ra'zaci, ne dođu u Karvahal tražeći jaje. Eragon i Safira bježe i skrivaju se, ali Eragonov ujak Gero biva smrtno ranjen, te uskoro umire. Nakon njegove smrti Eragon nema razloga ostati, te kreće u osvetničku potragu za Ra'zacima. Pridružuje mu se Brom, koji očito nije samo nedužni pripovjedač.
Eragon pomoću svoje veze sa Safirom postaje Jahač, te uz Broma kao učitelja, postaje vješt mačevalac, vrač, uči Drevni jezik i nešto o povijesti Jahača. Putuju diljem Alagaezije te uz pomoć Bromovog prijatelja Džouda otkrivaju da se Ra'zaci skrivaju u gradu Dras Leoni na planini Helgrind. U Dras Leoni Ra'zaci im postavljaju zamku, te oni bivaju uhvaćeni. Tamo ih spašava nepoznati Murtagh, ali Brom je smrtno ranjen, te umire. Ali prije smrti otkriva Eragonu svoju najveću tajnu: on je bio jedan od drevnih Jahača, i njegova zmajica se zvala Safira. Safira je znala to od trenutka kada je upoznala Broma, ali na njegov zahtjev nije to otkrila Eragonu. Brom mu daje još jedan posljednji zadatak: da nađe Vardene - organizaciju koja se bori protiv Galbatoriksa. Eragon mu radi grob, a Safira ga, pomoću svoje magije ukrašava dijamantima. 
Murtagh se pridružuje Eragonu u potrazi za skrovištem Vardena, iako nevoljko. Za vrijeme putovanja, Eragon u snovima dobiva vizije o prekrasnoj vili koja u velikoj boli pati zatočena u ćeliji. Za vrijeme stajanja u gradu radi opskrbe, Sjena hvata Eragona, on biva uhvaćen i drogiran te bačen u isti zatvor kao i vila. Murtagh i Safira ga spašavaju te Eragon bježi s ranjenom vilom. Za vrijeme bijega, bore se protiv Sjene Durze; magom opsjednutim zlim duhovima. Sama činjenica da Sjena hoda Alagaezijom slobodno jako pogađa Eragona te on sumnja da je Galbatoriks u dosluhu sa Sjenom, što znači da je na pomolu nešto strašno. Murthagh pogađa Sjenu između očiju i on nestaje u prašini. 
Sada Eragon, Safira i Murtagh bježe preko pustinje Hadarak u potrazi za Vardenima te dolaze do planine Bur. Zabrinut činjenicom da se vila nije probudila tjedan dana, Eragon joj prilazi mislima, te otkriva da se ona zove Arja. Otrovana je rijetkim otrovom i nalazi se u stanju kome. Pokazuje Eragonu put do Vardena. 
Eragon ubrzo otkriva da ih goni vojska elitnih Urgala, zvanih Kuli. Tijekom putovanja, Eragon otkriva da je Murtagh sin Morzana; prvog i posljednjeg među Zakletima - trinaestorice koja je izdala Jahače i pridružila se Galbatoriksu. Kada stignu do Vardena, oni im pomažu da poraze Kule, Arja dobiva protuotrov te se polako, ali sigurno oporavlja. U međuvremenu Eragon biva upleten u tajni savez Vardena, patuljaka i vilenjaka. Isto tako saznaje da je Safirino jaje teleportirala Arja za vrijeme Durzinog napada. Otkriva da Sjena ipak nije mrtav, jer jedini način da se Sjena pobijedi jest da mu se probode srce. U međuvremenu, Eragon i Safira blagoslovljuju žensko novorođenče čime su ju obilježili znakom zmajeva.
Eragon i Safira napokon imaju malo odmora, ali ne zadugo. Otkrivaju da se Urgali spremaju napasti Farden Dur. Borba počinje i ubrzo Vardeni i patuljci shvaćaju da su nemoćni pred tolikim brojem neprijateljske vojske. Za vrijeme borbe, Eragon se bori s Durzom i mentalnim napadom otkriva njegove uspomene. Eragon biva ozbiljno ranjen na leđima. Gubi borbu, ali Arja i Safira mu pomažu, kreirajući diverziju dovoljno dugo da Eragon Durzi probode srce. Durzinom smrću Urgali bivaju oslobođeni magije koja ih je držala te se bore međusobno. Vardeni koriste situaciju i kreću u protunapad. Za vrijeme Eragonove nesvjesti, nepoznati čovjek doziva ga u mislima i obavještava ga da ga čeka trening kod vilenjaka. Eragon se budi te ugleda Anđelu kako ga liječi. Otkriva da mu je ostao dubok i bolan ožiljak od Durzinog mača. Eragon se sastaje s vođama Vardena te se dogovara za svoj daljni trening.

## Adaptacija
15. prosinca 2006. godine izašla je filmska adaptacija knjige. Film u kojem glume Edward Speleers (Eragon), Jeremy Irons (Brom) i John Malkovich (Galbatoriks), adaptacija je Stefena Fangmeiera, a producirala ga je tvrtka 20th Century Fox. Scenarij je napisao Peter Buchman. Veći dio filma sniman je u Mađarskoj i Slovačkoj. Trenutno se na svjetskim listama nalazi na 245. broju jer ga niti publika niti kritičari nisu oduševljeno prihvatili.
20. ožujka 2007. godine Eragon je izašao na DVD-u.
Sam Paolini nije puno govorio o filmu nakon njegovog izlaska, ali je izjavio da je uživao u filmu.